# Dante Pasqua
Dante Pasqua (Bologna, 15 gennaio 1898 – Genova, 23 marzo 1974) è stato uno scacchista italiano.

## Carriera scacchistica
Maestro ASIGC del gioco per corrispondenza.

Nel 1963 vinse il 15º Campionato italiano di scacchi per corrispondenza, ottenendo 13 punti su 15 (+11 =4 -0).